# Disco galáctico

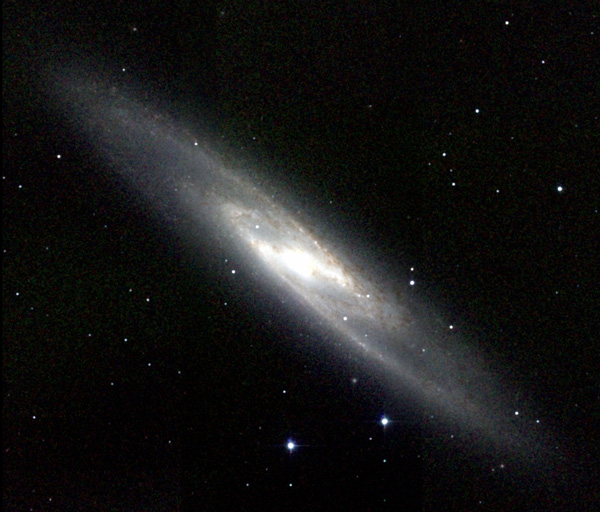
A Galáxia do Escultor (NGC 253) é um exemplo de uma galáxia de disco.

Um disco é um componente de galáxias de disco, tais como galáxias espirais, ou galáxias lenticulares.